# 高橋裕 (経営学者)
高橋 裕（たかはし ゆたか、1972年 - ）は、日本の経営学者。専修大学商学部教授。

## 経歴
1994年、学習院大学経済学部卒業。1999年、学習院大学大学院経営学研究科博士課程満期退学、専修大学商学部専任講師。助教授・准教授を経て、2008年教授。このほか、東京大学大学院新領域創成科学研究科、学習院大学経営学科で非常勤講師、大学院大学至善館で客員教授も務める。1999年、博士（経営学）。

## 研究
専攻は情報科学、社会システムのコンピュータシミュレーション。特にシステムダイナミックスとシステム思考を専門としている。コンピュータ科学の分野の教育も行う。

## 主な著書
- 社会システムのモデリング学習（共著、牧野書店, 1997） ISBN 4795201153
- システム・ダイナミックス（共著、サンウェイ出版, 2017） ISBN 9784883890484
- システム思考がモノ・コトづくりを変える（共著、日経BP, 2019) ISBN 4822289761